# Новак, Кайван
Кайван Новак (перс. کیوان نواک‎; род. 23 ноября 1978, Cricklewood) — британский актёр, актёр озвучивания и комик. Наиболее известен как автор и участник комедийного шоу Facejacker исполнитель роли Ваджа в комедии 2010 года «Четыре льва» и роли вампира Нандора Безжалостного в сериале "Чем мы заняты в тени" по мотивам одноимённого (в оригинале) фильма режиссёра Тайка Вайтити.

## Ранние годы
Новак родился в Лондоне в иранской семье. Он получил образование в школе Хайгейт и колледже изящных искусств в Хэмпстеде, а затем поступил в Академию драматического искусства Уэббера Дугласа.

## Карьера
В начале своей карьеры Новак снимался в эпизодах британских сериалов, таких как «Семейное дело», «Холби Сити» и «Призраки», а также исполнил роль офицера разведки Араша в фильме «Сириана». В 2005 году он принимал участие в озвучивании трех видеоигр: Wallace & Gromit: The Curse of the Were-Rabbit, Perfect Dark Zero и Kameo: Elements of Power.
В 2005 году он вместе с Эдом Трейси придумали шоу пранковых звонков Fonejacker, пилотный выпуск которого вышел в рамках передачи «Лаборатория комедии» на канале Channel 4. В 2007—2008 годах вышло 13 эпизодов сериала Fonejacker, в котором актёр исполнил главную роль. В 2010—2012 годах года Новак играл главную роль в спин-оффе Fonejacker под названием Facejacker. Кроме того, он планировал создать фильм, основанный на персонажах телесериалов Fonejacker и Facejacker. В ноябре 2012 года в интервью газете Metro актёр сказал, что надеется, что этот фильм выйдет в 2014 году, однако его планы так и не воплотились в жизнь.
В 2008 году он появился в низкобюджетном фильме «Голубая башня» и озвучил несколько персонажей в мультсериале Headcases, а в 2009 году сыграл офицера по обезвреживанию бомб в сериале «Роковые ошибки Тодда Маргарета». В 2010 году Новак снялся в роли  Ваджа в фильме «Четыре льва», за эту роль он удостоился награды British Comedy Awards за лучшую комедийную роль. Также актёр снялся в эпизоде сериала «Это Англия ’86», однако сцена, в которой он участвовал, была вырезана из версии, показанной в эфире, но фигурирует в дополнениях к телесериалу на DVD.
В 2010—2011 годах он исполнил роль регионального менеджера Разза Принса в двух эпизодах сериала «Фоншоп», а в 2011 году сыграл одну из главных ролей в телесериале «Сирены». В 2012 году Новак исполнил роль Саймона в телефильме «Плохой сахар» и озвучил персонажей в мультсериале «Чисто английский». В 2013 году он появился в роли босса Эффи Стонем в эпизоде сериала «Молокососы», озвучил лидера киберменов по имени Хендлс в специальном рождественском выпуске 2013 года телесериала «Доктор Кто» и поучаствовал в записи песни британской группы Beady Eye «Flick of the Finger».
В 2014 году Новак исполнил роли босса звукозаписывающего лейбла Мо в эпизоде телесериала «Дядя», Пола в сериале «Внутри девятого номера», имама Юссефа Хасана в эпизоде телесериала «Преподобный» и Гранта в фильме «Приключения Паддингтона». В 2015 году сыграл одну из главных ролей в недолго просуществовавшем сериале «Ловушка для солнца» и снялся в эпизоде ситкома Asylum. В 2015—2020 годах озвучивал Брейнса в мультсериале «Громолёты, вперёд!». С 2019 года Новак играет вампира Нандора в комедийном сериале «Чем мы заняты в тени», получившем высокую оценку в 95 % на агрегаторе Rotten Tomatoes.

## Фильмография
| Год       |     | Русское название               | Оригинальное название                            | Роль                                 |
| --------- | --- | ------------------------------ | ------------------------------------------------ | ------------------------------------ |
| 2002      | с   | Американское посольство        | The American Embassy                             | Ахмед Раллах                         |
| 2002      | с   | Судья Джон Дид                 | Judge John Deed                                  | Али Абдул Моншери                    |
| 2002      | с   | Семейное дело                  | Family Affairs                                   | Амир Садати                          |
| 2003      | с   | Испытание и возмездие          | Trial & Retribution                              | Крейг Борд                           |
| 2004      | тф  | —                              | A Line in the Sand                               | Вахид                                |
| 2004      | тф  | —                              | She’s Gone                                       | Арто Фазук                           |
| 2004      | с   | Холби Сити                     | Holby City                                       | Реза Аббаси                          |
| 2004      | с   | Призраки                       | Spooks                                           | Севилин Озал                         |
| 2005      | тф  | —                              | The Government Inspector                         | Касим Хамдани                        |
| 2005      | с   | Закон Мерфи                    | Murphy’s Law                                     | Масуд                                |
| 2005      | кор | —                              | Jodie                                            | н/д                                  |
| 2005      | кор | Аплодисменты                   | The Clap                                         | маркетолог                           |
| 2005      | ки  | —                              | Wallace & Gromit: The Curse of the Were-Rabbit   | Виктор Куотермейн                    |
| 2005      | ки  | —                              | Kameo: Elements of Power                         | дополнительные голоса                |
| 2005      | ки  | —                              | Perfect Dark Zero                                | дополнительные голоса                |
| 2005      | ф   | Сириана                        | Syriana                                          | Араш                                 |
| 2006      | с   | Лаборатория комедии            | Comedy Lab                                       | н/д                                  |
| 2006      | ки  | —                              | Miami Vice: The Game                             | разные персонажи                     |
| 2007      | кор | —                              | Be More Ethnic                                   | Ранжит Прадеш                        |
| 2007—2008 | с   | —                              | Fonejacker                                       | телефонный пранкер                   |
| 2008      | мс  | —                              | Headcases                                        | разные персонажи                     |
| 2008      | ки  | —                              | Haze                                             | дополнительные голоса                |
| 2008      | ф   | Голубая башня                  | The Blue Tower                                   | Ашок                                 |
| 2009      | с   | —                              | Comedy Showcase                                  | сапёр                                |
| 2009—2016 | с   | Роковые ошибки Тодда Маргарета | The Increasingly Poor Decisions of Todd Margaret | сапёр                                |
| 2010      | ф   | Четыре льва                    | Four Lions                                       | Вадж                                 |
| 2010      | мф  | Шевели ластами!                | A Turtle’s Tale: Sammy’s Adventures              | Пушистик                             |
| 2010—2011 | с   | Фоншоп                         | PhoneShop                                        | Разз Принс                           |
| 2010—2012 | с   | —                              | Facejacker                                       | разные персонажи                     |
| 2011      | кор | —                              | Art of Technology                                | Брайан Бадонд                        |
| 2011      | с   | Сирены                         | Sirens                                           | Рашид Мансур                         |
| 2012      | тф  | Халтурщики                     | Hacks                                            | Рав                                  |
| 2012      | мф  | Пираты! Банда неудачников      | The Pirates! Band of Misfits                     | дополнительные голоса                |
| 2012      | с   | —                              | Them from That Thing                             | н/д                                  |
| 2012      | мс  | Чисто английский               | Full English                                     | н/д                                  |
| 2012      | тф  | Плохой сахар                   | Bad Sugar                                        | Саймон                               |
| 2013      | с   | Молокососы                     | Skins                                            | Джейк Аббаси                         |
| 2013      | с   | Доктор Кто                     | Doctor Who                                       | Хендлс                               |
| 2013      | тф  | —                              | Homeboys                                         | Серджио                              |
| 2014      | с   | Внутри девятого номера         | Inside No. 9                                     | Пол                                  |
| 2014      | ф   | Танцуй отсюда!                 | Cuban Fury                                       | Беджан                               |
| 2014      | с   | Дядя                           | Uncle                                            | Мо                                   |
| 2014      | с   | Преподобный                    | Rev.                                             | Юссеф Хасан                          |
| 2014      | тф  | Уолтер                         | Walter                                           | Майк Минорски                        |
| 2014      | с   | —                              | BBC Comedy Feeds                                 | разные персонажи                     |
| 2014      | кор | —                              | Mohammed                                         | Мохаммед                             |
| 2014      | ф   | —                              | The Last Sparks of Sundown                       | Семь                                 |
| 2014      | с   | —                              | Puppy Love                                       | Фил Эванс                            |
| 2014      | ф   | Приключения Паддингтона        | Paddington                                       | Грант                                |
| 2014      | кор | —                              | Captcha                                          | Кларенс                              |
| 2015      | с   | —                              | Asylum                                           | Рафаэль                              |
| 2015      | с   | Ловушка для солнца             | SunTrap                                          | Вуди                                 |
| 2015      | с   | Ржавые копы                    | Top Coppers                                      | Жерар Клише                          |
| 2015—2019 | мс  | Опасный мышонок                | Danger Mouse                                     | разные персонажи                     |
| 2015—2020 | мс  | Громолёты, вперёд!             | Thunderbirds Are Go                              | Брейнс                               |
| 2016      | ф   | Преместь                       | Prevenge                                         | Том                                  |
| 2016—2017 | мс  | Псевдокот                      | Counterfeit Cat                                  | разные персонажи                     |
| 2017      | с   | —                              | Britain Today Tonight                            | Дуглас «Диггер» Дейли / Джон Донован |
| 2017      | с   | Шарлатаны                      | Quacks                                           | мистер Капур                         |
| 2018      | с   | —                              | Sticky                                           | разные персонажи                     |
| 2018      | мф  | Дикие предки                   | Early Man                                        | Дино / Юргенд                        |
| 2018      | тф  | —                              | The Celebrity Voicemail Show                     | разные персонажи                     |
| 2018      | с   | —                              | Let’s Play with LowRes                           | разные персонажи                     |
| 2018      | с   | Городские легенды              | Urban Myths                                      | Фредди Меркьюри                      |
| 2019      | ф   | Наступит день                  | The Day Shall Come                               | Риза                                 |
| 2019      | ф   | Люди в чёрном: Интернэшнл      | Men in Black International                       | разные персонажи                     |
| 2019      | с   | Рождественская песнь           | A Christmas Carol                                | Али Баба                             |
| 2019—2020 | с   | Чем мы заняты в тени           | What We Do in the Shadows                        | Нандор                               |
| 2020      | мс  | Робоцып                        | Robot Chicken                                    | король Артур / Альбус Дамблдор       |
| 2020      | мс  | Спецагент Арчер                | Archer                                           | Рекс Ликардо                         |
| 2021      | ф   | Круэлла                        | Cruella                                          | Роджер                               |